# Anidrytus humeralis
Anidrytus humeralis es una especie de coleóptero de la familia Endomychidae.

## Distribución geográfica
Habita en Perú, Ecuador y Colombia.